# Književnost nove romantike
Književnost nove romantike, tudi novoromantična literarna smer ali novoromantika se je začela razvijati v Franciji v petdesetih letih 19. stoletja, vrh pa je dosegla v osemdesetih in devetdesetih letih ter s svojim vplivom segla v 20. stoletje.

## Temeljne značilnosti
Izraz nova romantika se običajno uporablja kot skupno ime za književne pojave, ki so se po letu 1850 zoper književnost realizma ali vsaj mimo njenih načel spet začeli uveljavljati težnje, ki jih je deloma poznala že književnost romantike ali pa je vsebovala vsaj zarodke iz katerih so se utegnile razviti.

## Vsebinske poteze
Književnost nove romantike je znova postavila v ospredje človekovo notranjost, njegova občutja, domišljijske predstave in razpoloženja ter jih razglasila za osrednje in edino zares pomembno resničnost. Namesto treznega razsojanja o bioloških in socialnih zakonih vsakdanjega življenja so jih zanimali nevsakdanji, metafizični in spiritualistični vidiki življenja, s pomočjo katerih naj bi se razkrilo najgloblje bistvo sveta, to je svet idej, ki se skriva za zunanjo resničnostjo. Namesto splošno dostopnih znanih občutij, doživetij in problemov so jih pritegovala izjemna; popolnoma individualna čustvena in miselna stanja, ki so jim pomenila višjo obliko doživljanja. Važnejši od stvarnosti jim je postal svet domišljije, izjemnih pojavov, čutnih dražljajev.
Večino novoromantičnih teženj je poznala že književnost romantike, vendar jih je šele nova romantika vsestransko razvila in pripeljala do skrajnosti. Razvila je predvsem dve smeri:
- senzualno smer, kjer je gojila izjemno čutnost in čustvenost ter ji iskala čim bolj rafiniranega izraza s pomočjo vidnih, slišnih in drugih čutnih vtisov in
- spiritualno smer, kjer je ustvarila simboliko pojmov, predstav in vizij, da bi z njihovo pomočjo posredovala bralcu nadčutni, samo prek simbolov dostopni svet idej.

V obeh smereh je bil glavni namen nove romantike prikazovati izjemno, enkratno notranje življenje, ki naj s svojim čutnim, čustvenim in duhovnim bogastvom pomeni protiutež sodobni meščanski stvarnosti. Glede na dvojno usmerjenost nove romantike je mogoče v nji razlikovati dvoje smeri, ki so običajno imenovane dekadenca in simbolizem.
- Dekadenca

Pojem dekadenca (fran. décadence; propad)  označuje smer nove romantike, ki se je iz meščanske družbe in njene kulturne povprečnosti umikala v poudarjeno gojenje individualnosti, čutnega in čustvenega življenja. Zarodke dekadence je mogoče opaziti že v književnosti romantike, npr. pri Byronu, Mussetu, Heineju, Lennauu, zlasti pa Poeju. Vendar je pravi razvoj in vrh doživela šele v okviru nove romantike. V Franciji jo je uvedel pesnik Baudelaire, nadaljevali pa so jo Verlaine, Huysmans in skupina pesnikov, ki so se leta 1883 sami imenovali »dekadente« (Moréas, Laforgue, Rodenbach). V Angliji ji je pripadal Wilde, v Avstriji pa Schnitzler in še vrsta drugih.
- Simbolizem

Pojem simbolizem (grško συμβoλoν symbolon; znak, znamenje) označuje smer nove romantike, ki se ni zadovoljila s posredovanjem izjemnih čutnih vtisov, razpoloženj in čustev, ampak je s pomočjo vizij in simbolov poskušala odkriti za konkretnimi pojavi čutom nedostopen svet idej, globljo resničnost, ki je vsakdanji zavesti prikrita. Za začetnika simbolizma velja Baudelaire, za njegove najvažnejše nadaljevalce pa Rimbaud in Mallarmé. V Belgiji pripadata simbolizmu Maeterlinck in Verhaeren, v Nemčiji s svojimi poznimi deli Hauptmann Dehmel in George. V Skandinaviji pa je sledove simbolizma opaziti v delih Ibsena in Strindberga.
Smeri dekadence in simbolizma se v književnosti nove romantike največkrat tesno prepletata. Večina dekadentov je pozneje prešla v simbolizem, tako da je bila dekadenca samo krajše obdobje v njihovem razvoju. Pogosto sta dekadenca in simbolizem v delih novoromantikov tako tesno povezana, da ju ni mogoče zmeraj ločiti, zato ju ni mogoče imeti za dvoje samostojnih književnih smeri, ampak za različne strani iste književne smeri.
- Impresionizem

Nekateri literarni zgodovinarji prištevajo k novi romantiki kot tretjo smer impresionizem (lat. impressio; vtis). Kljub temu je impresionizem slog, ki ga ne uporabljajo samo novoromantični avtorji (Baudelaire, Verlaine, Maeterlinck, Schnitzler, Altenberg, Dehmel in drugi), ampak sočasno tudi nekateri evropski realisti in naturalisti (Edmond in Juled Goncourt, Holz, Čehov). Slog impresionizma želi čim bolj neposredno posredovati čutne vtise, predstave, razpoloženja, slučajne in bežne čustvene vzgibe in enkratna čustvena stanja hkrati pa  istočasno zanemarja sklenjen in dosleden opis zunanjega dogajanja. Zaradi njegove splošne razširjenosti v času fin de siècla (fr. konec stoletja; sinonim za dekadenco, pa tudi za celotno obdobje naturalizma in nove romantike) je mogoče videti v slogu impresionizma prehod med obema književnima smerema.
Poleg naštetih smeri odkrivajo v književnosti nove romantike pojave, ki že presegajo splošne novoromantične značilnosti in napovedujejo nove književne smeri 20. stol. (kubizem, ekspresionizem in nadrealizem)

## Nova romantika in miselni tokovi 19. stoletja
Na ideje, snovi in motiviko novoromantike je močno vplivala sočasna filozofija, zlasti tista, ki je začela znova uveljavljati vidike iracionalizma, metafizike in spiritualizma, v socialnih in moralnih vprašanjih pa individualizem. Zlasti pomembni so bili za razvoj nove romantike Schopenhauer, Nietzsche, Hartmann, Emerson, Bergson in drugi. V območju estetike in umetnostnih problemov so na novo romantiko vplivali zlasti Ruskin, Pater pa tudi skladatelj Wagner.
Podobno romantiki je novoromantična književnost v različnih socialnih, političnih in kulturnih razmerah prihajala v stik z najbolj različnimi ideološkimi in družbenimi gibanji ter se z njimi povezovala. Zato zajema novoromantična književna smer pripadnike konservativnih religioznih in političnih smeri, socialnih in revolucionarnih gibanj, pa tudi številne avtorje, ki so odklanjali sleherno družbenopolitično opredeljenost in se v imenu čiste umetnosti omejevali od slehernega stika z javnim, socialnim in političnim življenjem. Za novoromantiko je najbolj značilna zadnja skupina avtorjev.

## Zvrsti in oblike
Ker je bila književnost nove romantike usmerjena v človeka in v tisto kar izhaja iz njega, kar on čuti misli in kako deluje, se je najmočneje razmahnila v lirskem pesništvu, precej manj pa v pripovedništvu in dramatiki. V vseh zvrsteh je bila temeljna poteza njene estetike odmik od naturalistične vsakdanjosti. V jezikovnem oblikovanju svojih doživetij je težila k čim bolj prečiščenemu, izvornemu in enkratnemu ponazarjanju čutnih vtisov, razpoloženj in čustvenih vzgibov. Da bi izrazila globlje duhovne zveze in pomene, je posegla po zapletenih besednih figurah za katere je značilno poimenovanje določenega pojava z izrazom, ki označuje v navadni rabi kak drug pojav in simbolih, ki so pogosto nejasni in zabrisani. Z vsem tem je izrazu,, slogu in verzu dala novo barvitost, prenovila njihove estetske učinke in pripravila pot novim knjižnim oblikam v 20. stoletju.

## Nova romantika v posameznih književnostih
Književnost nove romantike se je - potem, ko se je najprej pojavila v Franciji - razširila še v Anglijo, Belgijo, Nemčijo, V Rusijo in na Poljsko ter doživela odmev tudi v drugih evropskih književnostih.
V Franciji, kjer se je najprej razvila, jo pričenja v petdesetih letih 19. stol. književno delo Baudelaira. Nato doživi razmah v sedemdesetih in osemdesetih letih z Verlainom, Rimbaudom, Mallarméjem, Lautréamontom (pravo ime Isidore Lucien Ducasse), Huysmansom, Laforgueom, Ghilom in Regnierom.
V tesni povezavi s francosko novoromantično književnostjo se je razvila tudi belgijska, in sicer pri tistih avtorjih, ki so pisali v francoščini. Njeni najpomembnejši predstavniki so pesniki Rodenbach, Maeterlinck in Verhaeren.
V Angliji se je novoromantika deloma razvijala iz tradicij gibanja nastalega okoli leta 1848, kot obnova romantično religioznih in estetskih teženj, katere je zastopal predvsem kritik Ruskin, in esteticizma, kot ga je utemeljil W.H. Pater, deloma pa pod vplivom francoske dekadence in simbolizma. Vrh angleške novoromantične književnosti pa vsekakor predstavljajo dela O. Wilda.
V Nemčiji in Avstriji se je začetek novoromantike zakasnil do devetdesetih let, ko postanejo - oprti deloma na izročilo nemške romantike skladatelja Wagnerja, in filozofa Nietzscheja, čigar deli Rojstvo tragedije (Die Geburt der Tragödie, 1870) in Tako je govoril Zaratustra (Also sprach Zarathustra, 1883) pomenita začetek nemške novoromantike, deloma pa na francoske vplive - njen glavni zastopniki pa so Hauptmann, nato pa še Dehmel in George. V Avstriji se je sočasno v okvir impresionističnega sloga uveljavila zmes naturalizma, dekadence in simbolizma, ki jo predstavljajo zlasti pisatelji Schnitzler, Altenberg in Bahr.
V italijanski književnosti je bil osrednji, vendar manj izviren predstavnik nove romantike Gabriele D'Annunzio, medtem ko je od skandinavskih avtorjev na razvoj evropske novoromantike, toda šele po letu 1900, najmočneje vplival Strindberg. V ruski, poljski in češki književnostjo se nova romantična načela razmahnila šele v 20. stoletju.
V ameriški književnosti, katere razvojna smer ne ustreza evropskemu književnemu razvoju, je mogoče v okvir nove romantike uvrstiti Whitmana, čeprav samo zaradi vpliva, ki ga je imel na nekatere novoromantike v Evropi.

## Lirika
Lirsko pesništvo je bilo v novi romantiki najprikladnejše sredstvo, s katerim je izražala subjektivno vsebino svojega izjemnega, med skrajnim senzualizmom in spiritualizmom nihajočega doživljanja. Zato je v liriki ustvarila najpomembnejša dela in z njimi vplivala na razvoj sodobne evropske poezije konec 19. stol., pa tudi v prvih dveh desetletjih 20. stoletja.
Začetnik in hkrati najpomembnejši lirik nove romantike je francoski pesnik Baudelaire. Njegovo književno delo obsega poleg pomembnih kritičnih spisov o književnosti in likovni umetnosti predvsem zbirko pesmi Rože zla (Les Fleurs du mal, 1857). Baudelairovo lirsko pesništvo lahko velja za sintezo različnih književnih smeri in teženj časa v katerem je živel, predvsem pa začetek novoromantične književnosti v obeh smereh, dekadenčni in simbolistični.
Baudelairove spodbude so nadaljevali vsak v svojo smer Verlaine, Rimbaud in Mallarmé. Tem trem velikim predstavnikom francoske nove romantike se pridružujejo mlajši francoski pesniki Lafforgue, Kahn, Moréas, Rignier in drugi, v Belgiji pa poleg Maeterlincka zlasti Verhaeren. Verhaerenova socialno optimistična lirika je imela predhodnika v ameriškem pesniku Whitmanu, ki sicer ne sodi v razvojno smer evropske novoromantike.

## Pripovedništvo
Pripovedna proza novi romantiki ni bila najbolj primerno izrazno sredstvo, zato so njena dela v tej književni zvrsti precej redka. Bolj kot obširni roman so ji ustrezala krajše prozne zvrsti - novela, črtica, pravljica. Snov so ji bila dekadenčna čutna in čustvena stanja, pravljični domišljijski in eksotični motivi, pa tudi simbolno fantastična ali sanjska dogajanja.
Začetnik novoromantičnega pripovedništva je bil francoski pisatelj Joris-Karl Huysmans, ki je v dekadenčnem romanu Narobe (A rebours, 1884)prvi ustvaril lik dekadenčnega individualista. Pripovedništvo nove romantike so v različnih smereh gojili Rodenbach v Belgiji, D'Annunzio v Italiji, nemško in poljsko pišoči Stanisław Przybyszewski in drugi. Najuspešneje pa se je uveljavilo v književnem delu O. Wilda. Novoromantičnemu pripovedništvu je bil od sodobnikov blizu Anatole France, ki je v svojih delih družil prvine realizma z dekadenčnimi.

## Dramatika
Podobno kot v  romantiki se je nova romantika uveljavila v dramatiki samo deloma, najuspešneje v lirski in knjižni drami. V snovi in idejah prevladujejo bodisi dekadenčni motivi iz sodobnega meščanstva in aristokratskega okolja ali pa simbolistične vizije o silah, ki se skrivajo za vsakdanjo resničnostjo in jih je  v gledališču mogoče prikazovati samo s pomočjo abstraktnih likov, pravljičnih dogodkov in simboličnih prispodob.
Novoromantični dramatiki sta v dramatiki 19. stol. pripomogla do največjega razcveta Oscar Wilde in Maurice Maeterlinck. V dramskih delih Wilda so se uveljavila predvsem dekadenčna stremljenja. Gledališko učinkovit izraz jim je ustvaril v svojih kontraverzacijskih komedijah iz okolja angleške aristokracije: Pahljača lady Windermere (Lady Windermere's Fan, 1892), Nepomembna ženska (A Woman of No Importance, 1893), Idealni soprog (An Ideal Husband, 1893) in Važno je biti resen (The Importance of Being Earnest, 1895). Višek je Wildova dekadenčna dramatika dosegla v Salomi (1892), napisani najprej v francoščini in nato prevedeni v angleščino.
Poleg pesmi in esejev obsega Maeterlinckovo književno delo predvsem številne drame: Princesa Maleine (La Princesse Maleine, 1889), Vsiljenka (L'Intruse, 1890), Slepci (Les Aveugles, 1891), Sedem princes (Les Sept Princesses, 1894), Notranjščina (Interieur, 1894) in Sinja ptica (L'Oiseau blue, 1908).
Ob Wildu in Maeterlincku so v devetdesetih letih k razmahu novoromantične dramatike pripomogli zlasti starejši, iz realizma in naturalizma izhajajoči avtorji - Ibsen, Hauptmann in Strindberg. V Italiji je gojil dekadenčno in simbolistično dramatiko D'Annunzio, v Avstriji pa zlasti A. Schnitzler.

## Odmevi pri Slovencih
Dekadenca in simbolizem sta v našem okolju postala znana sredi devetdesetih let 19. stol., prek nemških in avstrijskih posrednikov. Njen vpliv se je začel po letu 1896 s prihodom nekaterih članov slovenske moderne na Dunaj. Tu so spoznali predvsem Verlaina, Nietzscheja, Dehmela, Maeterlincka in Wilda, ki so nato močno vplivali predvsem na Cankarja in Župančiča. Baudelaire jim je bil sicer znan, vendar jih ni globlje privlačil, medtem ko sta Mellarmé in Rimbaud ostala skoraj nepoznana.
Vpliv teh avtorjev je nato trajal v 20. stol. in vplival še na generacije po moderni, deloma celo na ekspresioniste (Kosovel, Grum Jarc). Baudelaire je postal znan med obema vojnam, iz njega je v veliki meri izhajala cela vrsta avtorjev v tridesetih letih, med njimi (Vodušek, Vipotnik,  in drugi). Mellarmé in Rimbaud sta obenem z Baudelairom postala deležna slovenskih prevodov šele po drugi svetovni vojni, ko je njun zgled začel učinkovati na pesnike literarne avantgarde po letu 1965.